# Tripping the Live Fantastic
Tripping the Live Fantastic (englisch Den Zauber der Livemusik erleben) ist das zweite Livealbum von Paul McCartney. Gleichzeitig ist es einschließlich der Wings-Alben das 20. Album von Paul McCartney nach der Trennung der Beatles. Es wurde am 5. November 1990 in Großbritannien und am 6. November 1990 in den USA veröffentlicht.
Das Kompilationsalbum Tripping the Live Fantastic – Highlights! ist kein eigenständiges neues Album von Paul McCartney, sondern beinhaltet im Wesentlichen ausgewählte Lieder des Albums Tripping the Live Fantastic. Es wurde am 19. November 1990 in Großbritannien und am 20. November 1990 in den USA veröffentlicht.

## Entstehung

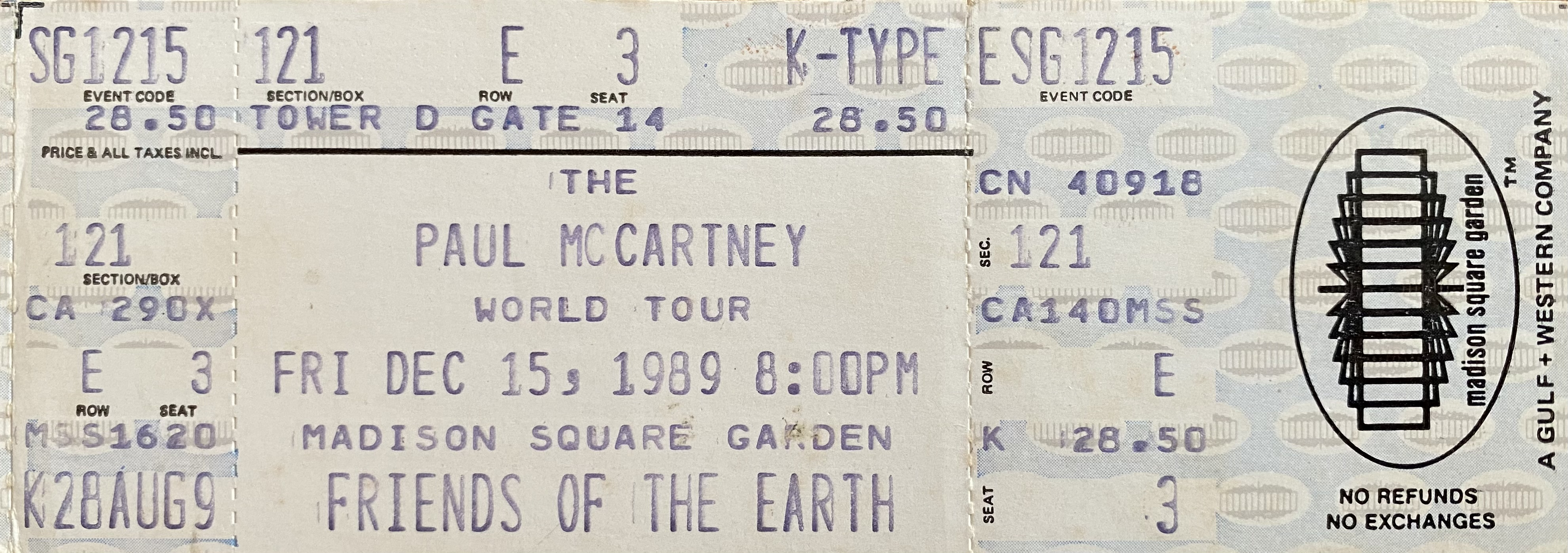
Konzertticket, 15. Dezember 1989

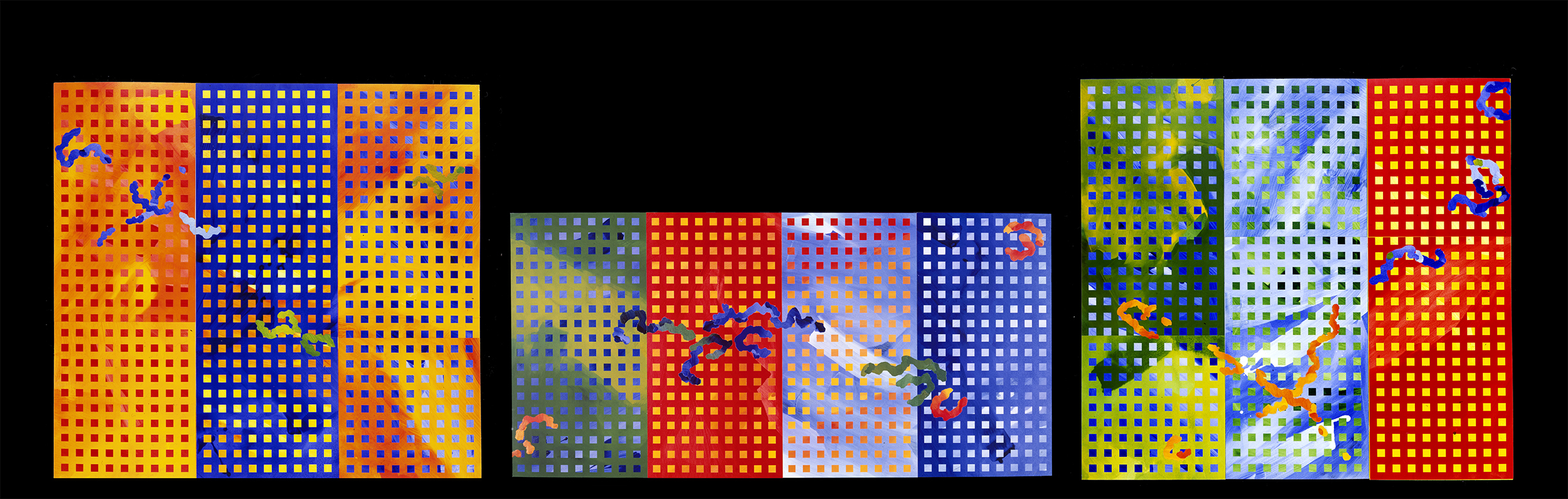
Brian Clarke’s Tour-Design

Im Anschluss an die Veröffentlichung seines Albums Flowers in the Dirt war Paul McCartney ab September 1989 erstmals nach zehn Jahren wieder auf Tournee gegangen. McCartney gab während seiner Welttournee 102 Konzerte vor 2.843.297 Menschen in 13 Ländern.
Vom 26. September bis zum 11. November 1989 begann Paul McCartney seine Welttournee mit einer Europa-Tournee mit 28 Konzerten, vom 23. November bis zum 15. Dezember folgte eine Nordamerika-Tournee mit 14 Konzerten. Vom 2. Januar bis zum 26. Januar 1990 gab McCartney sechs Konzerte in Birmingham und elf Konzerte in Wembley, London. Vom 1. bis zum 19. Februar 1990 folgten elf Konzerte in den USA, sechs Auftritte in Tokio (3. bis zum 13. März 1990), danach gab Paul McCartney vom 29. März bis zum 15. April 1990 neun Konzerte in den USA.

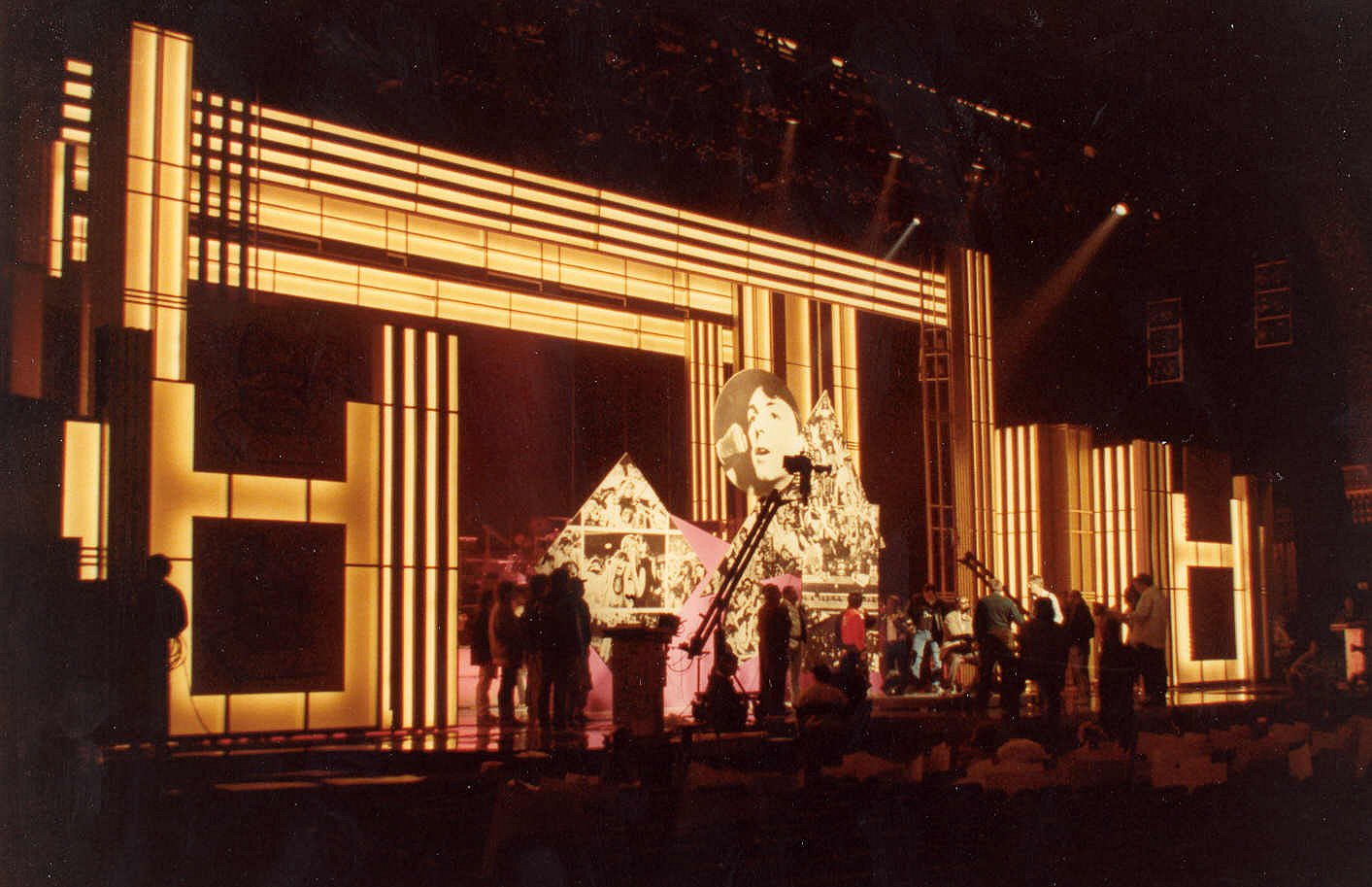
Paul McCartney und Band am 20. Februar 1990 während Proben zur Grammy-Verleihung

Mit den Konzerten am 20. und am 21. April 1990 im Maracanã in Rio de Janeiro sollte die Tournee enden. Am Sonnabend, den 21. April kamen 184.000 Zuschauer ins Stadion. Auf Wunsch von Konzertveranstaltern in Großbritannien und den USA wurde die Welttournee um drei Konzerte in Großbritannien (23., 28. und 30. Juni) sowie um zwölf Konzerte in den USA (4. bis zum 29. Juli 1990) verlängert.
Am 6. August 1990 wurde von Polydor Records das Live-Kompilationsalbum Knebworth – The Album veröffentlicht, das Liveaufnahmen von Coming Up und Hey Jude beinhaltet. Das Wohltätigkeitskonzert fand am 30. Juni 1990 statt, neben Paul McCartney traten noch weitere Künstler, unter anderen Pink Floyd, Eric Clapton, Elton John, Phil Collins, Cliff Richard sowie Robert Plant und Jimmy Page auf.
Von den 102 Konzerten wurden unter der Leitung von Jeff Cohen 83 Auftritte mit einem 32-Spur-Digital-Tonbandgerät aufgenommen. Paul McCartney, Pete Henderson und Bob Clearmountain wählten daraus die Lieder aus, die für das Album Tripping the Live Fantastic verwendet wurden. Obwohl in der Postproduktion kein Overdubbing stattfand, wurde gelegentlich eine bessere Gesangs- oder Instrumentenspur aus einem anderen Take übernommen.
Wie bei Wings over America wurde auch dieses Livealbum als Dreifach-Langspielplatte veröffentlicht sowie als Doppel-CD. Während sich auf dem Album Wings over America fünf Beatles-Lieder befinden, wurde die Anzahl bei Tripping the Live Fantastic auf 15 erhöht, wobei im Gegensatz zu Wings over America die Bezeichnung der Autorenschaft Lennon/McCartney beibehalten wurde.
Die Reihenfolge der Lieder entspricht mit einigen Ausnahmen der Reihenfolge der Lieder, wie sie während der Konzerte gespielt wurden. Auf der Setlist, aber nicht auf dem Album Tripping the Live Fantastic enthalten ist Good Day Sunshine, das als B-Seite der Single Birthday veröffentlicht wurde. Birthday, auf dem Album enthalten, wurde nur am 30. Juni 1990 in Knebworth gespielt. Weiterhin wird die Konzertreihenfolge durch fünf Soundcheck-Aufnahmen unterbrochen.
Eine Auswahl von Liedern wurde ausgewählt, um zusätzlich das Kompilationsalbum Tripping the Live Fantastic – Highlights! zu veröffentlichen. Die europäische Ausgabe enthält das Lied All My Trials, das sich nicht auf Tripping the Live Fantastic befindet, während die US-amerikanische Ausgabe von Tripping the Live Fantastic – Highlights! das Lied Put It There enthält. All My Trials wurde exklusiv am 27. Oktober 1989 in Mailand aufgeführt. Die Veröffentlichung dieses Albums erfolgte erstmals in den meisten Ländern nur als CD, vereinzelt wurden, wie in den USA, Australien oder der Tschechoslowakei noch Vinyl-Langspielplatten hergestellt.

## Covergestaltung
Das Cover wurde von Peter Saville gestaltet. Der Doppel-CD liegen zwei – jeweils 28-seitige – Begleithefte bei, die Information zum Album und Bilder der Tournee enthalten. Die Einzel-CD hat ein 24-seitiges Begleitheft. Die 3-LP-Version hat ein quadratisches 12″-Booklet.

## Titelliste

### CD
Seite 1
1. Showtime – 0:38
2. Figure of Eight (McCartney) – 5:32
vom Album Flowers in the Dirt; aufgenommen am 10. November 1989 in Rotterdam
3. Jet (McCartney) – 4:02
vom Album Band on the Run; aufgenommen am 17. Januar 1990 in Wembley, London
4. Rough Ride (McCartney) – 4:48
vom Album Flowers in the Dirt; aufgenommen am 10. Oktober 1989 in Paris
5. Got to Get You into My Life (Lennon/McCartney) – 3:21
vom Beatles-Album Revolver; aufgenommen am 17. Oktober 1989 in Dortmund
6. Band on the Run (McCartney) – 5:09
vom Album Band on the Run; aufgenommen am 16. Januar 1990 in Wembley, London
7. Birthday (Lennon/McCartney) – 2:43
vom Beatles-Album The Beatles; aufgenommen am 30. Juni 1990 in Knebworth

Seite 2
1. Ebony and Ivory (McCartney) – 4:00
vom Album Tug of War; aufgenommen am 8. November 1989 in Rotterdam
2. We Got Married (McCartney) – 6:38
vom Album Flowers in the Dirt; aufgenommen am 16. Januar 1990 in Wembley, London
3. Inner City Madness (Paul McCartney/Linda McCartney/Hamish Stuart/Robbie McIntosh/Paul Wickens/Chris Whitten) – 1:22
bisher unveröffentlichtes Lied, aufgenommen am 2. Januar 1990 in Birmingham während eines Soundchecks
4. Maybe I’m Amazed – 4:41
vom Album McCartney; aufgenommen am 8. November 1989 in Rotterdam
5. The Long and Winding Road (Lennon/McCartney) – 4:18
vom Beatles-Album Let It Be; aufgenommen am 19. April 1990 in Rio de Janeiro
6. Crackin’ Up (Ellas McDaniel) – 0:49
vom Album Снова в СССР (The Russian Album); aufgenommen am 23. November 1989 in Los Angeles während eines Soundchecks

Seite 3
1. The Fool on the Hill (Lennon/McCartney) – 5:01
vom Beatles-Album Magical Mystery Tour; aufgenommen am 13. Januar 1990 in Wembley, London
2. Sgt. Pepper’s Lonely Hearts Club Band (Lennon/McCartney) – 6:23
vom Beatles-Album Sgt. Pepper’s Lonely Hearts Club Band; aufgenommen am 23. November 1989 in Los Angeles
3. Can’t Buy Me Love (Lennon/McCartney) – 2:14
vom Beatles-Album A Hard Day’s Night ; aufgenommen am 21. Oktober 1989 in München
4. Matchbox (Carl Perkins) – 3:09
von der Beatles-EP Long Tall Sally; aufgenommen am 21. Januar 1990 in Wembley, London
5. Put It There (McCartney) – 2:43
vom Album Flowers in the Dirt; aufgenommen am 28. September 1989 in Göteborg
6. Together (Paul McCartney/Linda McCartney/Hamish Stuart/Robbie McIntosh/Paul Wickens/Chris Whitten) – 2:17
bisher unveröffentlichtes Lied, aufgenommen am 5. Dezember 1989 in Chicago während eines Soundchecks

Seite 4
1. Things We Said Today (Lennon/McCartney) – 5:01
vom Beatles-Album A Hard Day’s Night; aufgenommen am 2. November 1989 in Madrid
2. Eleanor Rigby (Lennon/McCartney) – 2:36
vom Beatles-Album Revolver; aufgenommen am 8. Februar 1990 in Worcester
3. This One (McCartney) – 4:28
vom Album Flowers in the Dirt; aufgenommen am 1. Februar 1990 in Detroit
4. My Brave Face (McCartney/Elvis Costello) – 3:09
vom Album Flowers in the Dirt; aufgenommen am 19. Februar 1990 in Wembley, London
5. Back in the U.S.S.R. (Lennon/McCartney) – 3:15
vom Beatles-Album The Beatles ; aufgenommen am 5. März 1990 in Tokio
6. I Saw Her Standing There (Lennon/McCartney) – 3:25
vom Beatles-Album Please Please Me; aufgenommen am 9. Dezember 1989 in Montreal

Seite 5
1. Twenty Flight Rock (Eddie Cochran/Ned Fairchild) – 3:09
vom Album Снова в СССР (The Russian Album); aufgenommen am 13. Januar 1990 in Wembley, London
2. Coming Up (McCartney) – 5:18
vom Album McCartney II; aufgenommen am 3. März 1990 in Tokio
3. Sally (Will E. Haines/Harry Leon/Leo Towers) – 2:03
bisher unveröffentlichtes Lied, aufgenommen am 21. Januar 1990 in Wembley, London während eines Soundchecks
4. Let It Be (Lennon/McCartney) – 3:53
vom Beatles-Album Let It Be; aufgenommen am 14. April 1990 in Miami
5. Ain’t That a Shame (Fats Domino/Dave Bartholomew) – 2:40
vom Album Снова в СССР (The Russian Album); aufgenommen am 9. März 1990 in Tokio
6. Live and Let Die (McCartney) – 3:11
Wings-Single aus dem Jahr 1972; aufgenommen am 28. September 1989 in Göteborg
7. If I Were Not upon the Stage (Thomas Sutton/Bill Turner/Stan Bowsher) – 0:36
ein „irrtümlich“ gespieltes Lied, das als Einleitung zu Hey Jude dient
8. Hey Jude (Lennon/McCartney) – 8:03
Beatles-Single aus dem Jahr 1968; aufgenommen am 12. Februar 1990 in Cincinnati

Seite 6
1. Yesterday (Lennon/McCartney) – 2:06
vom Beatles-Album  Help!; aufgenommen am 9. Februar 1990 in Worcester
2. Get Back (Lennon/McCartney) – 4:11
Beatles-Single aus dem Jahr 1969; aufgenommen am 13. März 1990 in Tokio
3. Golden Slumbers / Carry That Weight / The End (Lennon/McCartney) – 6:41
vom Beatles-Album Abbey Road ; aufgenommen am 7. Dezember 1989 in Toronto
4. Don’t Let the Sun Catch You Crying (Joe Greene) – 4:31
bisher unveröffentlichtes Lied, aufgenommen am 9. Dezember 1989 in Montreal während eines Soundchecks

### Tripping the Live Fantastic – Highlights!
1. Got to Get You into My Life – 3:15 (nicht auf der LP enthalten)[2]
2. Birthday – 2:43
3. We Got Married (McCartney) – 7:09 (nicht auf der LP enthalten)
4. The Long and Winding Road – 3:48
5. Sgt. Pepper’s Lonely Hearts Club Band – 6:21
6. Can’t Buy Me Love – 2:14
7. All My Trials (Traditional) – 3:14 (nur in Europa veröffentlicht)
Put It There (McCartney) – 2:44 (nur in den USA veröffentlicht)
8. Things We Said Today – 5:01 (nicht auf der LP enthalten)
9. Eleanor Rigby – 2:36
10. My Brave Face (McCartney, Elvis Costello) – 3:09
11. Back in the U.S.S.R. – 3:15 (nicht auf der LP enthalten)
12. I Saw Her Standing There – 3:25
13. Coming Up (McCartney) – 5:18
14. Let It Be – 3:53
15. Hey Jude – 8:03
16. Get Back – 4:11
17. Golden Slumbers / Carry That Weight / The End – 6:41 (nicht auf der LP enthalten)

## Wiederveröffentlichungen
- Die CD wurde bisher nicht neu remastert.
- Im April 2011 wurde das Album im Download-Format veröffentlicht.

## Single-Auskopplungen

### Birthday
Am 8. Oktober 1990 (USA: 16. Oktober 1990) erschien die 7″-Vinyl-Single Birthday / Good Day Sunshine. In den USA wurde lediglich eine Musikkassette veröffentlicht. Weiterhin wurde in Europa eine 12″-Vinyl-Maxi-Single/5″-CD-Single mit folgenden Liedern veröffentlicht:
1. Birthday (Live)
2. Good Day Sunshine (Live)
vom Beatles-Album Revolver; aufgenommen am 9. Dezember 1989 in Montreal
3. P.S. Love Me Do (Live)
vom Album Flowers in the Dirt – Special Edition; aufgenommen am 21. April 1990 in Rio de Janeiro
4. Let ’Em In (Live)
vom Album Wings at the Speed of Sound; aufgenommen am 5. März 1990 in Tokio

Die drei B-Seiten sind nicht auf dem Album enthalten.
In den USA wurden 5″-CD-Promotionsingles hergestellt, die nur das Lied Birthday enthalten.

### All My Trials
Am 26. November 1990 erschien in Großbritannien als zweite Singleauskopplung All My Trials / C Moon (Live). Weiterhin wurden zwei 5″-CD-Maxi-Singles veröffentlicht, die erste erschien auch als 12″-Vinyl-Maxi-Single:
- All My Trials (Live) / C Moon (Live) / Mull of Kintyre (Live) / Put It There (Live)
- All My Trials (Live) / C Moon (Live) / Strawberry Fields Forever – Help! – Give Peace a Chance (Live)

1. All My Trials (Live)
ein bisher von Paul McCartney nicht veröffentlichtes, traditionelles Lied; aufgenommen am 27. Oktober 1989 in Mailand
2. C Moon (Live)
Wings-Single aus dem Jahre 1972; aufgenommen am 27. Oktober 1989 in Mailand
3. Mull of Kintyre (Live)
Wings-Single aus dem Jahre 1977; aufgenommen am 26. Oktober 1989 in Mailand
4. Strawberry Fields Forever – Help! – Give Peace a Chance (Live)
Medley von Liedern, die John Lennon gesungen hat; aufgenommen am 28. Juni 1990 in Liverpool

Die Lieder C Moon, Mull of Kintyre und das Medley Strawberry Fields Forever – Help! – Give Peace a Chance sind nicht auf dem Album Tripping the Live Fantastic enthalten. Die A-Seite All My Trials befindet sich nur auf dem Album Tripping the Live Fantastic – Highlights!.

### The Long and Winding Road
In Deutschland wurde im Januar 1991 als zweite Single The Long and Winding Road (Live) / C Moon (Live) veröffentlicht.
Es erschien weiterhin eine 12″-Vinyl-Maxi-Single und 5″-CD-Single mit folgenden Liedern: The Long and Winding Road (Live) / C Moon (Live) / Mull of Kintyre (Live) / Put It There (Live).

### Let It Be
In Spanien und Frankreich wurde die 7″-Vinyl-Promotionsingle Let It Be / Let It Be hergestellt. Eine Kaufversion der Single wurde nicht produziert.

## Kommerzieller Erfolg

### Chartplatzierungen
Tripping the Live Fantastic
| ChartsChartplatzierungen       | Höchstplatzierung | Wochen |
| ------------------------------ | ----------------- | ------ |
| Vereinigte Staaten (Billboard) | 26 (16 Wo.)       | 16     |

Tripping the Live Fantastic – Highlights!
| ChartsChartplatzierungen       | Höchstplatzierung | Wochen |
| ------------------------------ | ----------------- | ------ |
| Deutschland (GfK)              | 28 (11 Wo.)       | 11     |
| Schweiz (IFPI)                 | 27 (4 Wo.)        | 4      |
| Vereinigte Staaten (Billboard) | 141 (9 Wo.)       | 9      |
| Vereinigtes Königreich (OCC)   | 17 (11 Wo.)       | 11     |

#### Singles
| Jahr | Titel         | Höchstplatzierung, Gesamtwochen, AuszeichnungChartsChartplatzierungen (Jahr, Titel, , Platzierungen, Wochen, Auszeichnungen, Anmerkungen) | Anmerkungen                             |
| Jahr | Titel         | UK | Anmerkungen                             |
| ---- | ------------- | --- | --------------------------------------- |
| 1990 | Birthday      | UK29 (3 Wo.)UK | Erstveröffentlichung: 8. Oktober 1990   |
| 1990 | All My Trials | UK35 (6 Wo.)UK | Erstveröffentlichung: 26. November 1990 |

### Auszeichnungen für Musikverkäufe
Tripping the Live Fantastic

| Land/Region                  | Auszeichnungen für Musikverkäufe (Land/Region, Auszeichnung, Verkäufe) | Verkäufe |
| ---------------------------- | ---------------------------------------------------------------------- | -------- |
| Spanien (Promusicae)         | Platin                                                                 | 100.000  |
| Vereinigtes Königreich (BPI) | Gold                                                                   | 100.000  |
| Insgesamt                    | 1× Gold · 1× Platin ·                                                  | 200.000  |

Hauptartikel: Paul McCartney/Auszeichnungen für Musikverkäufe
Tripping the Live Fantastic – Highlights!

| Land/Region               | Auszeichnungen für Musikverkäufe (Land/Region, Auszeichnung, Verkäufe) | Verkäufe  |
| ------------------------- | ---------------------------------------------------------------------- | --------- |
| Vereinigte Staaten (RIAA) | Platin                                                                 | 1.000.000 |
| Insgesamt                 | 1× Platin ·                                                            | 1.000.000 |

Hauptartikel: Paul McCartney/Auszeichnungen für Musikverkäufe

## Videoveröffentlichung

### Knebworth, The Event Vol. 1
Im August 1990 wurde die VHS-Videokassette Knebworth, The Event Vol. 1 veröffentlicht, die neben den beiden auf dem Album erschienenen Liedern Coming Up und Hey Jude auch Can’t Buy Me Love enthielt.
Im Jahr 2002 wurden Konzertausschnitte Knebworth, The Event Vol. 1–3 auf einer DVD wiederveröffentlicht.

### From Rio to Liverpool (Going Home)
Die 52-minütige Musikdokumentation befasst sich im Wesentlichen mit Konzerten in zwei Städten, zwei Konzerte fanden am 20. und 21. April 1990 in Rio de Janeiro statt, ein Konzert in Liverpool am 30. Juni 1990. Weitere Konzertausschnitte wurden von Konzerten in Glasgow und Philadelphia gezeigt. Der Regisseur des Musikfilms ist Aubrey Powell. Die Erstausstrahlung des Films erfolgte in Großbritannien am 17. Dezember 1990 auf Channel 4.
Im Oktober 1991 wurde der Film auf VHS-Kassette veröffentlicht. Eine DVD-Veröffentlichung wurde bisher nicht vorgenommen.

### Get Back
Der Konzertfilm Get Back wurde während der Welttournee 1989/1990 aufgenommen und enthält 21 Lieder. Der Regisseur des Films ist Richard Lester, der auch die beiden ersten Filme der Beatles A Hard Day’s Night und Help! drehte. Ursprünglich sollte der Konzertfilm zeitnah zur Veröffentlichung des Albums Tripping the Live Fantastic erscheinen. Die Fertigstellung des Films verzögerte sich aber bis Juli 1991, sodass die Kinopremiere in den September 1991 verlegt wurde.
Im Oktober desselben Jahres wurde Get Back auf VHS veröffentlicht, in den USA erst im Dezember 1991. Die DVD wurde im Juli 2011 in einer 5.1-Abmischung veröffentlicht.
Die Filmaufnahmen stammen von Konzerten, die in folgenden Städten aufgenommen wurden: Rotterdam, Montreal, Hamburg, Toronto, Birmingham, Zürich, Los Angeles und Chicago. Folgende Lieder werden im Film gezeigt:
1. Band on the Run
2. Got to Get You into My Life
3. Rough Ride
4. The Long and Winding Road
5. The Fool on the Hill
6. Sgt. Pepper’s Lonely Hearts Club Band
7. Good Day Sunshine
8. I Saw Her Standing There
9. Put It There
10. Eleanor Rigby
11. Back in the U.S.S.R.
12. This One
13. Can’t Buy Me Love
14. Coming Up
15. Let It Be
16. Live and Let Die
17. Hey Jude
18. Yesterday
19. Get Back
20. Golden Slumbers/Carry That Weight/The End
21. Birthday

Als Werbemaßnahme wurde in Spanien die 7″-Vinyl-Promotionsingle Get Back hergestellt.